# Dichostemma zenkeri
Espèce
Dichostemma zenkeri Pax est une espèce de plantes à fleurs de la famille des Euphorbiaceae et du genre Dichostemma.

## Étymologie
Son épithète spécifique zenkeri rend hommage à Georg August Zenker qui l'a récoltée au Cameroun.

## Distribution
Elle est présente au Cameroun, dans la région du Sud, à Bipindi.